# ويليام جي. ستيوارت
ويليام جي. ستيوارت (بالإنجليزية: William G. Stewart)‏ هو مقدم تلفزيوني ومخرج بريطاني، ولد في 15 يوليو 1935 في Habrough ‏ في المملكة المتحدة، وتوفي في 21 سبتمبر 2017.

## وصلات خارجية
- ويليام جي. ستيوارت على موقع IMDb (الإنجليزية)
- ويليام جي. ستيوارت على موقع قاعدة بيانات الفيلم (الإنجليزية)